# Bloeddonormedaille

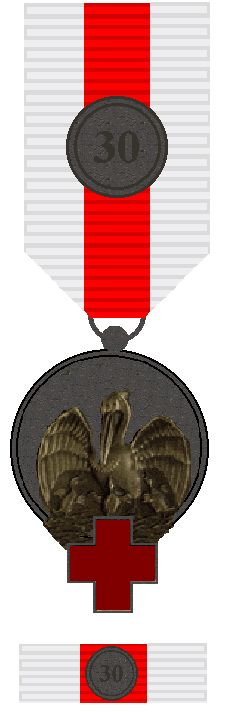
Medaille en baton

Jarenlang kregen bloeddonoren een medaille uitgereikt. In de loop der jaren is in het decoratiestelsel voor de donoren vaak ingegrepen. Er is sprake van een versobering en sinds 1995 is er sprake van kleine druppelvormige plaquettes en een plastiek voor donoren die honderdmaal bloed lieten afnemen.

In 1923 werd de bronzen Karl Landsteiner-penning verleend wanneer men eenmaal bloed gaf. Donoren kregen bij de vijftiende maal een zilveren penning. Tussen 17 november 1939 tot 24 april 1942 kreeg men de penning in brons bij de derde bloeddonatie. Tot 1959 bleef de medaille in deze vorm bestaan maar in dat jaar werd zij in diameter verkleind van vijf naar vier centimeter. In 1995 werd de penning afgeschaft.
Op 2 maart 1944 werd ook een plaquette ingesteld, Deze Karl Landsteiner-plaquette werd voor vijftien, na 1956 al voor tien, donaties uitgereikt.

## De Bloeddonormedaille
In 1971 werd door het hoofdbestuur van het Nederlandse Rode Kruis de hiernaast afgebeelde Bloeddonormedaille ingesteld. De medaille werd na vijf bloeddonaties verleend en bij de 20e, 40e, 60e, 80e en 100e maal werd een klein rond schild met dit getal in Arabische cijfers op het lint bevestigd.
De medaille is van donker gepatineerd brons. Op de voorzijde is een pelikaan, zinnebeeld van de onbaatzuchtige naastenliefde, op een achtergrond van zonnestralen afgebeeld. Het rood geëmailleerde Kruis van Genève steekt aan de onderzijde uit de ovale medaille. De keerzijde van de medaille is vlak en draagt geen inscriptie of fabrikantenstempel. De medaille wordt gedragen aan een lint met drie banen rood-wit-rood.
Henny Meijer merkt op dat het lint van de Bloeddonormedaille nog steeds door veel militairen, politie-ambtenaren en Rode Kruis-medewerkers als baton op het uniform wordt gedragen. De medaille is niet door de Nederlandse regering erkend en heeft daarom nooit de officiële status gehad die een aantal van de Onderscheidingen van het Nederlandse Rode Kruis wél kregen. Medaille en baton mogen officieel dan ook niet door politieagenten en militairen worden gedragen. Voor militairen is van belang dat de medaille niet in de limitatieve draagvolgorde van Nederlandse onderscheidingen voorkomt.

Dat batons en medailles graag gedragen worden is iets dat men bij alle medailles tegenkomt. De gedecoreerden waarderen een medaille aan een lint en een baton meer dan een legpenning die thuis in de kast ligt.
Van 1977 tot 1995 werd de plaats van de Bloeddonormedaille ingenomen door het Draaginsigne voor Bloeddonoren. In 1977 werden overigens diverse draaginsignes ingesteld door de verschillende afdelingen. In 1995 werden deze, samen met alle andere eerbetoon aan bloeddonoren, vervangen door de Bloeddonorerkenning.